# Centris lanosa
Centris lanosa là một loài Hymenoptera trong họ Apidae. Loài này được Cresson mô tả khoa học năm 1872.